# 金头韭
金头韭（学名：Allium herderianum）为葱科葱属的植物，是中国的特有植物。分布于中国大陆的甘肃、青海等地，生长于海拔2,900米至3,900米的地区，一般生长在向阳山坡或干草原上，目前已由人工引种栽培。